# Elohim Prandi
Elohim Prandi, född 24 augusti 1998, är en fransk handbollsspelare som spelar för Paris Saint-Germain HB och det franska landslaget. Han är högerhänt och spelar som vänsternia.